# Chủ nghĩa xã hội khoa học

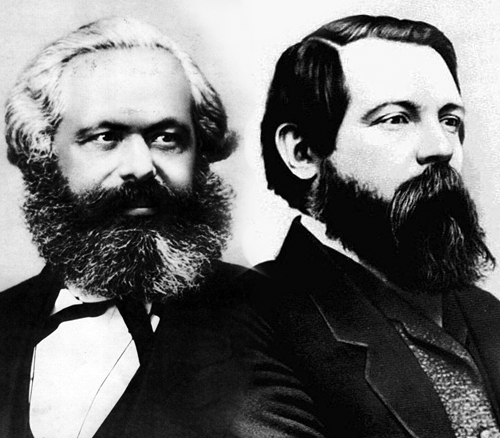
Chủ nghĩa xã hội khoa học

Chủ nghĩa xã hội khoa học là thuật ngữ được Friedrich Engels nêu ra để mô tả các lý thuyết về kinh tế-chính trị-xã hội do Karl Marx và ông sáng tạo. Thuật ngữ này đối lập với chủ nghĩa xã hội không tưởng vì nó trình bày một cách có hệ thống và nêu bật lên được những điều kiện và tiền đề cho việc xây dựng chủ nghĩa xã hội khoa học đó là nó chỉ rõ con đường hiện thực dựa vào khoa học để loại bỏ tình trạng người bóc lột người và đưa ra một tổ chức xã hội mới không biết đến những mâu thuẫn của chủ nghĩa tư bản mà những người theo chủ nghĩa xã hội không tưởng đã mơ ước nhưng không thực hiện được.

## Thuật ngữ
Theo các nhà nghiên cứu chủ nghĩa Marx-Lenin thì chủ nghĩa xã hội khoa học về mặt lý luận nằm trong khái niệm "chủ nghĩa xã hội", là một trong ba bộ phận hợp thành của chủ nghĩa Marx-Lenin, nghiên cứu sự vận động xã hội nhằm thủ tiêu chủ nghĩa tư bản và xây dựng xã hội xã hội chủ nghĩa, tiến tới xây dựng xã hội cộng sản chủ nghĩa. Theo nghĩa hẹp thì chủ nghĩa xã hội khoa học là một trong ba bộ phận của chủ nghĩa Marx-Lenin. Chủ nghĩa xã hội khoa học đã dựa trên phương pháp luận triết học duy vật biện chứng và duy vật lịch sử, đồng thời cũng dựa trên những cơ sở lý luận khoa học về các quy luật kinh tế, quan hệ chính trị - xã hội... để luận giải một cách khoa học về quá trình nảy sinh cách mạng xã hội chủ nghĩa, hình thành và phát triển hình thái kinh tế - xã hội cộng sản chủ nghĩa, gắn liền với sứ mệnh lịch sử có tính toàn thế giới của giai cấp công nhân hiện đại, nhằm giải phóng con người, giải phóng xã hội.
Theo nghĩa rộng, chủ nghĩa xã hội khoa học tức là chủ nghĩa Marx-Lenin (bao gồm cả ba bộ phận). Nghĩa rộng của chủ nghĩa xã hội khoa học, V.I.Lenin khẳng định: "chủ nghĩa xã hội khoa học tức là chủ nghĩa Mác". Vì triết học Marx lẫn kinh tế chính trị Marx đều dẫn đến cái tất yếu lịch sử là làm cách mạng xã hội chủ nghĩa và xây dựng hình thái kinh tế - xã hội cộng sản chủ nghĩa. Theo họ, những người lãnh đạo, tổ chức cùng nhân dân thực hiện sự nghiệp cách mạng lâu dài và triệt để đó chỉ có thể là giai cấp công nhân hiện đại, thông qua đảng của nó. V.I. Lenin nhận định: "bộ "Tư bản" - tác phẩm chủ yếu và cơ bản ấy trình bày chủ nghĩa xã hội khoa học... những yếu tố từ đó nảy sinh ra chế độ tương lai"'.

## Đối tượng nghiên cứu
Các quy luật và tính quy luật chính trị - xã hội của quá trình phát sinh, hình thành và phát triển hình thái kinh tế - xã hội cộng sản chủ nghĩa; những nguyên tắc cơ bản, điều kiện, con đường và hình thức, phương pháp đấu tranh cách mạng của giai cấp công nhân để xây dựng chủ nghĩa xã hội.

## Nội dung
Nội dung quan trọng của lý thuyết chủ nghĩa xã hội khoa học là sứ mệnh lịch sử của giai cấp công nhân. Đây là phạm trù cơ bản nhất của chủ nghĩa xã hội khoa học. Phát hiện ra sứ mệnh lịch sử của giai cấp công nhân là một thành tích chủ nghĩa Marx - Lenin.
Nội dung sứ mệnh lịch sử của giai cấp công nhân theo Marx và Engels là những người công nhân sẽ xoá bỏ chế độ tư bản chủ nghĩa, xoá bỏ chế độ người bóc lột người, giải phóng giai cấp công nhân, nhân dân lao động và toàn thể nhân loại khỏi mọi sự áp bức, bóc lột, nghèo nàn lạc hậu, xây dựng xã hội cộng sản chủ nghĩa văn minh.
Ph. Ăngghen phát biểu rằng:
| “ | Thực hiện sự nghiệp giải phóng thế giới ấy, - đó là sứ mệnh lịch sử của giai cấp vô sản hiện đại | ” |

Sau  V.I. Lenin cũng phát biểu rằng:
| “ | Điểm chủ yếu trong học thuyết của Mác là ở chỗ nó làm sáng rõ vai trò lịch sử thế giới của giai cấp vô sản là người xây dựng xã hội xã hội chủ nghĩa | ” |

Luận thuyết về sứ mệnh lịch sử của giai cấp công nhân đã được K. Marx và F. Engels trình bày trong Tuyên ngôn của Đảng Cộng sản. Trong tác phẩm này các ông đã chỉ rõ các điều kiện khách quan quy định sứ mệnh lịch sử của giai cấp công nhân. 
- Do địa vị kinh tế - xã hội khách quan, giai cấp công nhân là giai cấp gắn với lực lượng sản xuất tiên tiến nhất dưới chủ nghĩa tư bản. Và, với tính cách như vậy, nó là lực lượng quyết định phá vỡ quan hệ sản xuất tư bản chủ nghĩa. Sau khi giành chính quyền, giai cấp công nhân, đại biểu cho sự tiến bộ của lịch sử, là người duy nhất có khả năng lãnh đạo xã hội xây dựng một phương thức sản xuất mới cao hơn phương thức sản xuất tư bản chủ nghĩa.
- Giai cấp công nhân, con đẻ của nền sản xuất công nghiệp hiện đại, được rèn luyện trong nền sản xuất công nghiệp tiến bộ, đoàn kết và tổ chức lại thành một lực lượng xã hội hùng mạnh. Bị giai cấp tư sản áp bức, bóc lột nặng nề, họ là giai cấp trực tiếp đối kháng với giai cấp tư sản, và xét về bản chất họ là giai cấp cách mạng triệt để nhất chống lại chế độ áp bức, bóc lột tư bản chủ nghĩa.
- Địa vị kinh tế - xã hội khách quan tạo cho họ khả năng làm việc đó, tức là khả năng đoàn kết thống nhất giai cấp và khả năng đi đầu trong cuộc đấu tranh.